# Джуліано ді Лоренцо де Медічі
Джуліано ді Лоренцо де Медічі (12 березня 1479 — 17 березня 1516) — герцог Немурський з 1515 року, володар Флорентійської республіки (1512 рік). Походив з роду Медічі, син Лоренцо Медічі Розкішного.

## Життєпис
Народився у Флоренції. Ріс до 1492 року під впливом філософсько-культурних настроїв свого батька Лоренцо Медічі Розкішного та його друзів. У 1492 році сеньйором Флоренційської республіки стає його старший брат П'єро. Проте внаслідок невдалою зовнішньої та внутрішньої політики відбувається повстання у місті. 9 листопада Флоренційська сеньйорія приймає декларацію щодо вигнання усіх представників Медічі за межі республіки. Після цього Джуліано разом з братами пересувається з міста до міста Італії.
У 1512 році новий папа римський Юлій II вирішив підтримати Медічі. Справа в тому, що на той час папському престолу протистояв імператор Священної Римської імперії Карл V, який вирішив скинути Юлія II з трону для чого хотів провести у Пізі собор. На це дала свою згоду Флорентійська сеньйорія на чолі з Содеріні. У відповідь, спираючись на іспанські війська надані папі віце-королем Неаполя, Юлій II атакував Флорентійську республіку. Для завдання остраху було захоплено та пограбовано місто Прато. При цьому знищено 5000 осіб. Це викликало революцію у Флоренції, Содеріні було вигнано. 1 вересня 1512 року Джуліано Медічі став сеньйором Флоренції. На цій посаді він робив усе щоб пом'якшити відносити між партіями, налагодити співробітництвом між родиною Медічі та впливовими групами республіки.
У 1513 році його брат стає папою римським Левом X, який призначає Джуліано Медічі гонфалон'єром Церкви. На цій посаді він вимушений був протистояти сеньйорам Парми, П'ченци та Модени, які намагалися повернути захоплені у них папською державою землі. Лев X намагався захопити герцогство Урбінське та передати його Джуліано Медічі, проте останній не зміг вборонити його від військ Франціска делла Ровере й вимушений був зректися прав на герцогство Урбінське.
У 1515 році Джуліано Медічі відправляється до Франції як посланець Папи Римського. Тут він зміг домогтися одруження на сестрі Луїзи Савойської, матері короля Франціска I. Разом з тим він отримує титул герцога Немурського. Але Джуліано Медічі помирає наступного року у Флоренції.

## Родина
Дружина — Філіберта (1498—1524), донька Філіппа II, герцога Савойського
Діти: не було.
Позашлюбний зв'язок:
- Іпполіто Медічі (1511—1535)